# Şahbuzkənd
Şahbuzkənd è un comune dell'Azerbaigian situato nel distretto di Şahbuz.